# 北常盤駅
北常盤駅（きたときわえき）は、青森県南津軽郡藤崎町大字常盤字二西田（ににしだ）にある、東日本旅客鉄道（JR東日本）奥羽本線の駅である。

## 歴史
- 1924年（大正13年）12月20日：国鉄の駅として南津軽郡常盤村に開業[2]。
- 1983年（昭和58年）2月10日：荷物の扱いを廃止[3]。駅員無配置駅となり[4]、簡易委託化（当時は秋田局との委託契約により、乗車券発売範囲が限られていたが、のちに常盤村役場委託になり、JR全線の乗車券・特急券・指定券が発売可能となる）。
- 1987年（昭和62年）4月1日：国鉄分割民営化により、JR東日本の駅となる[5]。
- 2001年（平成13年）
  - 5月：自由通路「アルポ」完成[6]。
  - 12月：コミュニティセンター「ぽっぽら」併設の新駅舎完成[6]。
- 2004年（平成16年）4月1日：川部駅長廃止により、弘前駅長管理下となる。
- 2023年（令和5年）5月27日：ICカード「Suica」の利用が可能となる[7][8]。
- 2024年（令和6年）10月1日：えきねっとQチケのサービスを開始[1][9]。

## 駅構造
相対式ホーム2面2線のホームを有する地上駅である。以前は単式・島式混合の2面3線を有しており、旧3番線は上下共用の待避線で両方向の発着に対応していたが、2022年（令和4年）2月現在は2面2線での運用となっている。互いのホームは跨線橋で連絡している。1番線の青森方から駅舎側に横取線が1本ある。
弘前統括センター（弘前駅）が管理し、藤崎町に委託している簡易委託駅（集札業務実施）である。改札口には簡易Suica改札機が設置されている。窓口でJR全線の乗車券・定期券・自由席特急券・指定券の取り扱いをしている。なお、秋田支社の規定により、入場券の発売は行っていない。旧・常盤村のコミュニティセンター「ぽっぽら」が併設され、ミニギャラリー、図書コーナーが設置されている。駅舎内は、バリアフリー構造となっている。
駅正面口と常盤ニュータウンがある西口とは自由通路「アルポ」で結ばれている。駅正面や西口に無料駐車場がある。

### のりば
| 番線 | 路線      | 方向 | 行先           |
| ---- | --------- | ---- | -------------- |
| 1    | ■奥羽本線 | 上り | 弘前・秋田方面 |
| 2    | ■奥羽本線 | 下り | 青森方面       |

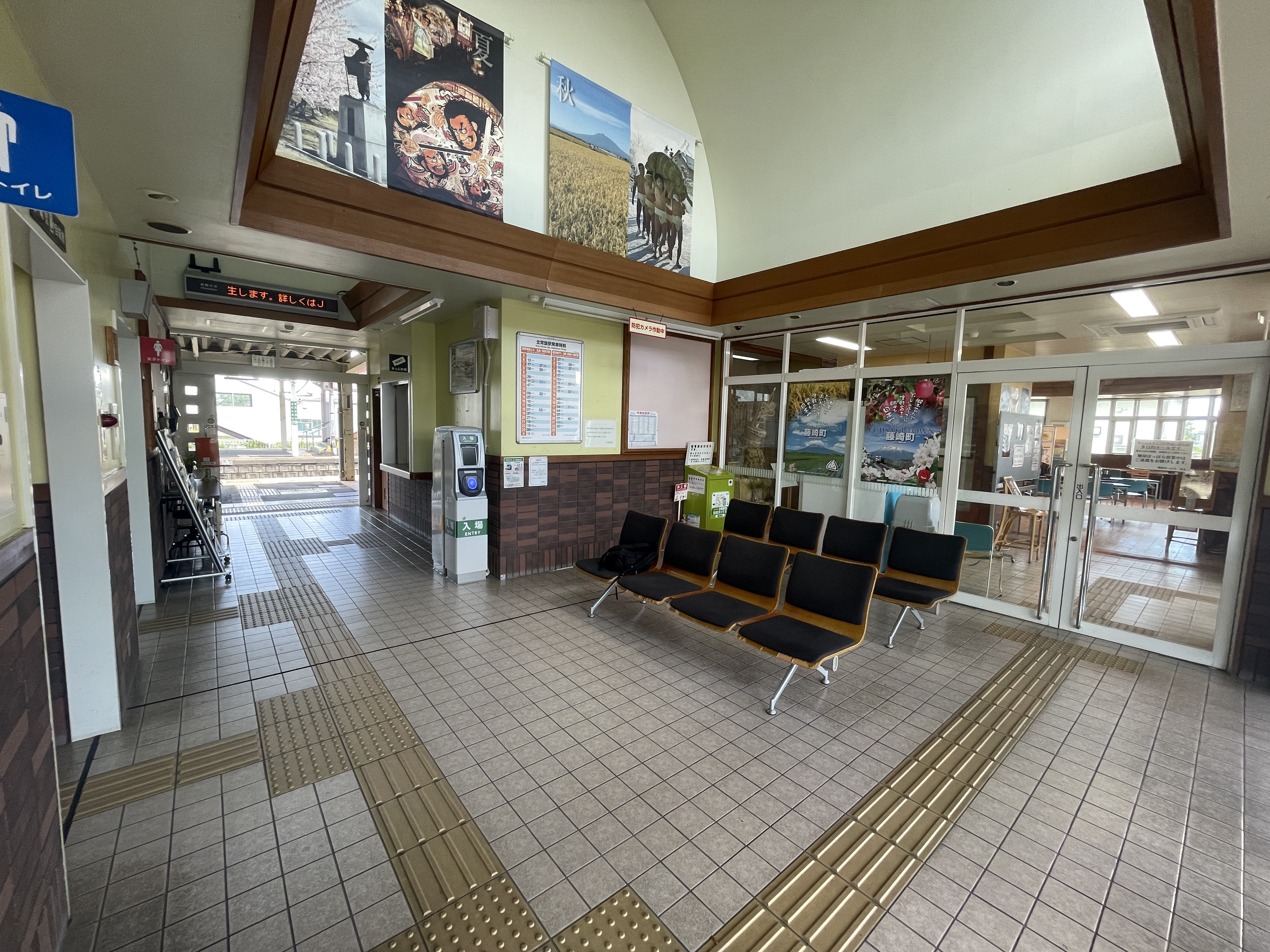
待合室と改札口（2023年8月）
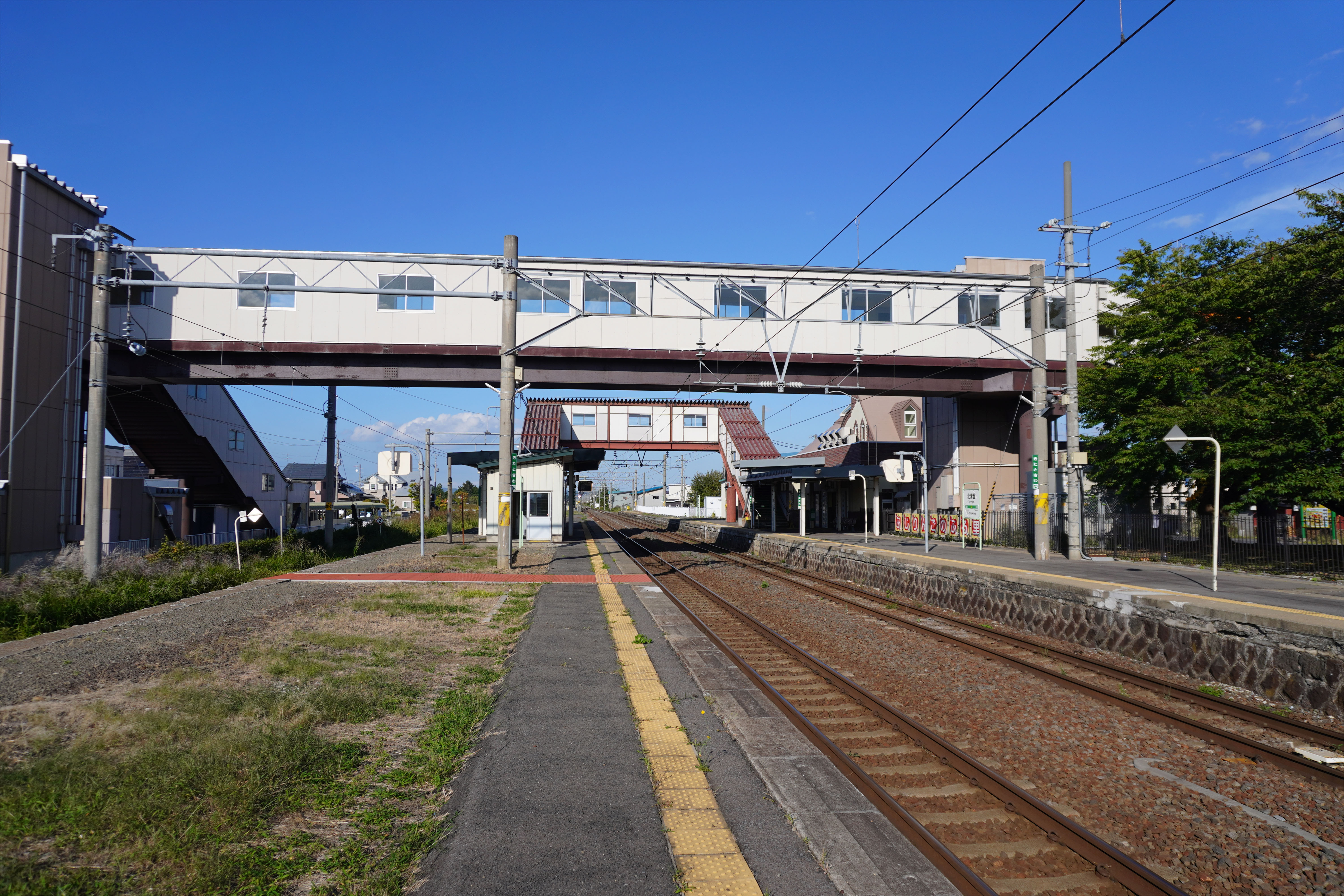
ホーム（2024年9月）

## 利用状況
JR東日本によると、2023年度（令和5年度）の1日平均乗車人員は394人である。
2000年度（平成12年度）以降の推移は以下のとおりである。
| 1日平均乗車人員推移 | 1日平均乗車人員推移 | 1日平均乗車人員推移 | 1日平均乗車人員推移 | 1日平均乗車人員推移 |
| 年度                | 定期外              | 定期                | 合計                | 出典                |
| ------------------- | ------------------- | ------------------- | ------------------- | ------------------- |
| 2000年（平成12年）  |                     |                     | 452                 | [ 利用客数 2 ]      |
| 2001年（平成13年）  |                     |                     | 455                 | [ 利用客数 3 ]      |
| 2002年（平成14年）  |                     |                     | 461                 | [ 利用客数 4 ]      |
| 2003年（平成15年）  |                     |                     | 478                 | [ 利用客数 5 ]      |
| 2004年（平成16年）  |                     |                     | 443                 | [ 利用客数 6 ]      |
| 2005年（平成17年）  |                     |                     | 451                 | [ 利用客数 7 ]      |
| 2006年（平成18年）  |                     |                     | 459                 | [ 利用客数 8 ]      |
| 2007年（平成19年）  |                     |                     | 473                 | [ 利用客数 9 ]      |
| 2008年（平成20年）  |                     |                     | 481                 | [ 利用客数 10 ]     |
| 2009年（平成21年）  |                     |                     | 487                 | [ 利用客数 11 ]     |
| 2010年（平成22年）  |                     |                     | 497                 | [ 利用客数 12 ]     |
| 2011年（平成23年）  |                     |                     | 486                 | [ 利用客数 13 ]     |
| 2012年（平成24年）  | 93                  | 381                 | 475                 | [ 利用客数 14 ]     |
| 2013年（平成25年）  | 95                  | 392                 | 487                 | [ 利用客数 15 ]     |
| 2014年（平成26年）  | 91                  | 369                 | 461                 | [ 利用客数 16 ]     |
| 2015年（平成27年）  | 96                  | 370                 | 466                 | [ 利用客数 17 ]     |
| 2016年（平成28年）  | 96                  | 358                 | 454                 | [ 利用客数 18 ]     |
| 2017年（平成29年）  | 92                  | 345                 | 437                 | [ 利用客数 19 ]     |
| 2018年（平成30年）  | 89                  | 331                 | 421                 | [ 利用客数 20 ]     |
| 2019年（令和元年）  | 87                  | 346                 | 434                 | [ 利用客数 21 ]     |
| 2020年（令和02年）  | 55                  | 335                 | 390                 | [ 利用客数 22 ]     |
| 2021年（令和03年）  | 54                  | 316                 | 371                 | [ 利用客数 23 ]     |
| 2022年（令和04年）  | 61                  | 346                 | 407                 | [ 利用客数 24 ]     |
| 2023年（令和05年）  | 77                  | 317                 | 394                 | [ 利用客数 1 ]      |

## 駅周辺
- 陸奥常盤郵便局
- 藤崎タクシー
- 弘前警察署常盤駐在所
- 藤崎町立常盤小学校
- 藤崎町立明徳中学校
- スポーツプラザときわ
- ときわ温泉・常盤老人福祉センター
- 常盤生涯学習文化会館
- 常盤ふるさと資料館あすか
- 藤崎町農業者トレーニングセンター
- 藤崎町役場常盤支所（旧・常盤村役場）
- 津軽みらい農業協同組合常盤基幹支店

## 隣の駅
東日本旅客鉄道（JR東日本）
■奥羽本線
□快速・■普通
川部駅 - 北常盤駅 - 浪岡駅

### 記事本文
1. 1 2 3 4  「駅の情報（北常盤駅）：JR東日本」東日本旅客鉄道。2024年8月26日時点のオリジナルよりアーカイブ。2024年9月4日閲覧。
2. 1 2 3 4 5 6 7 8  『週刊 JR全駅・全車両基地』 31号 青森駅・弘前駅・深浦駅ほか、朝日新聞出版〈週刊朝日百科〉、2013年3月17日、21頁。
3. ↑  「日本国有鉄道公示第197号」『官報』第16806号1986年2月10日。
4. ↑  「「通報」●奥羽本線糠ノ目駅ほか2駅の駅員無配置について（旅客局）」『鉄道公報』日本国有鉄道総裁室文書課、1983年2月10日、1面。
5. ↑  石野哲（編）『停車場変遷大事典 国鉄・JR編 Ⅱ』（初版）JTB、1998年10月1日、540頁。ISBN 978-4-533-02980-6。
6. 1 2  『東奥年鑑平成15年版 記録編』（東奥日報社・2002年9月発行）の298頁「市町村の姿-常盤村 おもなできごと」。
7. ↑  「2023年5月27日（土）北東北3エリアでSuicaがデビューします! (PDF)」（プレスリリース）、東日本旅客鉄道盛岡支社／東日本旅客鉄道秋田支社、2022年12月12日。2022年12月12日閲覧。
8. ↑  「北東北3県におけるSuicaご利用エリアの拡大について ～2023年春以降、青森・岩手・秋田の各エリアでSuicaをご利用いただけるようになります～ (PDF)」（プレスリリース）、東日本旅客鉄道、2021年4月6日。2021年4月6日閲覧。
9. ↑  「Suicaエリア外もチケットレスで! 東北エリアから「えきねっとQチケ」がはじまります (PDF)」（プレスリリース）、東日本旅客鉄道、2024年7月11日。2024年8月8日閲覧。
10. ↑  「JR東日本：駅構内図（北常盤駅）」東日本旅客鉄道。2021年2月16日時点のオリジナルよりアーカイブ。2024年8月8日閲覧。
11. 1 2 3  「JR東日本：駅構内図・バリアフリー情報（北常盤駅）」東日本旅客鉄道。2024年8月8日閲覧。

### 利用状況
1. 1 2  「各駅の乗車人員 2023年度 101位以下（7）| 企業サイト：JR東日本」東日本旅客鉄道。2025年7月3日閲覧。
2. ↑  「JR東日本：各駅の乗車人員（2000年度）」東日本旅客鉄道。2025年7月3日閲覧。
3. ↑  「JR東日本：各駅の乗車人員（2001年度）」東日本旅客鉄道。2025年7月3日閲覧。
4. ↑  「JR東日本：各駅の乗車人員（2002年度）」東日本旅客鉄道。2025年7月3日閲覧。
5. ↑  「JR東日本：各駅の乗車人員（2003年度）」東日本旅客鉄道。2025年7月3日閲覧。
6. ↑  「JR東日本：各駅の乗車人員（2004年度）」東日本旅客鉄道。2025年7月3日閲覧。
7. ↑  「JR東日本：各駅の乗車人員（2005年度）」東日本旅客鉄道。2025年7月3日閲覧。
8. ↑  「JR東日本：各駅の乗車人員（2006年度）」東日本旅客鉄道。2025年7月3日閲覧。
9. ↑  「JR東日本：各駅の乗車人員（2007年度）」東日本旅客鉄道。2025年7月3日閲覧。
10. ↑  「JR東日本：各駅の乗車人員（2008年度）」東日本旅客鉄道。2025年7月3日閲覧。
11. ↑  「JR東日本：各駅の乗車人員（2009年度）」東日本旅客鉄道。2025年7月3日閲覧。
12. ↑  「JR東日本：各駅の乗車人員（2010年度）」東日本旅客鉄道。2025年7月3日閲覧。
13. ↑  「JR東日本：各駅の乗車人員（2011年度）」東日本旅客鉄道。2025年7月3日閲覧。
14. ↑  「JR東日本：各駅の乗車人員（2012年度）」東日本旅客鉄道。2025年7月3日閲覧。
15. ↑  「各駅の乗車人員 2013年度 ベスト100以外（7）：JR東日本」東日本旅客鉄道。2025年7月3日閲覧。
16. ↑  「各駅の乗車人員 2014年度 ベスト100以外（7）：JR東日本」東日本旅客鉄道。2025年7月3日閲覧。
17. ↑  「各駅の乗車人員 2015年度 ベスト100以外（7）：JR東日本」東日本旅客鉄道。2025年7月3日閲覧。
18. ↑  「各駅の乗車人員 2016年度 ベスト100以外（7）：JR東日本」東日本旅客鉄道。2025年7月3日閲覧。
19. ↑  「各駅の乗車人員 2017年度 ベスト100以外（7）：JR東日本」東日本旅客鉄道。2025年7月3日閲覧。
20. ↑  「各駅の乗車人員 2018年度 ベスト100以外（7）：JR東日本」東日本旅客鉄道。2025年7月3日閲覧。
21. ↑  「各駅の乗車人員 2019年度 ベスト100以外（7）：JR東日本」東日本旅客鉄道。2025年7月3日閲覧。
22. ↑  「各駅の乗車人員 2020年度 101位以下（7）| 企業サイト：JR東日本」東日本旅客鉄道。2025年7月3日閲覧。
23. ↑  「各駅の乗車人員 2021年度 101位以下（7）| 企業サイト：JR東日本」東日本旅客鉄道。2025年7月3日閲覧。
24. ↑  「各駅の乗車人員 2022年度 101位以下（7）| 企業サイト：JR東日本」東日本旅客鉄道。2025年7月3日閲覧。